# İlhan Şahin
İlhan Şahin (* 30. August 1980 in Kartal) ist ein türkischer Fußballspieler.

## Karriere

### Vereinskarriere
İlhan Şahin begann dem Vereinsfußball in der Jugend von Beşiktaş Istanbul und erhielt hier im Oktober 1999 einen Profivertrag. Obwohl er weiterhin für die Reservemannschaft spielte, nahm er parallel dazu auch am Training der Profis teil und debütierte für diese am 15. August 1999 in einem Länderspiel gegen Samsunspor. Bis zum Ende der Spielzeit kam er elf Erstligaeinsätze. Die zweite Spielzeit als Profi spielte er ausschließlich für die Profis und kam Şahin lediglich zu drei Einsätzen und fristete eher ein Reservistendasein. Die Saison 2002/03 verbrachte er als Leihspieler beim Erstligisten Göztepe Izmir.
Zur Saison 2003/04 wechselte er zum Zweitligisten Istanbul Büyükşehir Belediyespor und schaffte hier auf Anhieb den Sprung in die Stammelf. In der Saison stieg er mit diesem Verein als zweiter der TFF 1. Lig in die Süper Lig auf. In der Süper Lig verlor Şahin seinen Stammplatz und verließ am Saisonende den Verein.
Er heuerte zur kommenden Spielzeit beim Zweitligisten Boluspor an und spielte für diesen Verein eineinhalb Spielzeiten lang.
Zur Rückrunde der Saison 2009/10 ging er eine Ligastufe tiefer und einigte sich mit seinem ehemaligen Verein und damaligen Drittligisten Göztepe Izmir. Mit diesem Verein feierte er in der Saison 2010/11 die Meisterschaft der TFF 2. Lig und damit den direkten Aufstieg in die TFF 1. Lig. Mit seinen 13 Treffern hatte Şahin an diesem Erfolg maßgeblichen Anteil. In seiner ersten TFF-1.Lig-Saison mit Göztepe war er mit elf Ligatreffern der treffsicherste Spieler seines Teams.
Zur Winterpause der Saison 2012/13 trennte er sich von diesem Verein, nachdem sein Vertrag nach gegenseitigem Einvernehmen mit der Vereinsführung aufgelöst wurde. Zur Rückrunde der Spielzeit wechselte innerhalb der Liga zu Kartalspor.

### Nationalmannschaft
İlhan Şahin durchlief die türkische U-18-Jugendnationalmannschaft.

## Erfolge
Mit İstanbul Büyükşehir Belediyespor
- Vizemeister der TFF 1. Lig und Aufstieg in die Süper Lig: 2006/07

Mit Göztepe Izmir
- Meister der TFF 2. Lig und Aufstieg in die TFF 1. Lig: 2010/11

Mit Ümraniyespor
- Meister der TFF 2. Lig und Aufstieg in die TFF 1. Lig: 2015/16